# Коджа Мустафа паша (квартал)
„Коджа Мустафа паша“ (на турски: Koca Mustafapaşa) е квартал на Истанбул, разположен в градска околия Фатих. Общата му площ е 0,50 км2. Според данни на Адресната система за регистриране на населението (ABPRS) към 2024 г. населението на „Коджа Мустафа паша“ е 18 471 жители.